# Semiothisa inouei
Semiothisa inouei är en fjärilsart som beskrevs av Claude Herbulot 1987. Semiothisa inouei ingår i släktet Semiothisa och familjen mätare. Inga underarter finns listade i Catalogue of Life.